# A24 (Griekenland)
De A24 is een autosnelweg in Griekenland. De autosnelweg verbindt de  A2 via de oostkant van Thessaloniki met Nea Moudania en Kallithea op het schiereiland Chalkidiki. 